# Dorian Kërçiku
Dorian Kërçiku (ur. 30 lipca 1993 w Tiranie) – albański piłkarz, były członek albańskich reprezentacji U-18 i U-21.